# Euxema
Euxema là một chi bọ cánh cứng trong họ Chrysomelidae.
Chi này được miêu tả khoa học năm 1885 bởi Baly.

## Các loài
Các loài trong chi này gồm:
- Euxema elgonata Pic, 1934
- Euxema insignis Baly, 1885